# Platyrhacus designatus
Platyrhacus designatus är en mångfotingart som beskrevs av Carl Graf Attems 1938. Platyrhacus designatus ingår i släktet Platyrhacus och familjen Platyrhacidae. Inga underarter finns listade i Catalogue of Life.